# Åbo og Bjørneborgs len
Åbo og Bjørneborgs len (svensk: Åbo och Björneborgs län, finsk: Turun ja Porin lääni) var et historisk len i Finland. Lenet blev dannet i 1647, da Åbo len og Bjørneborgs len blev slået sammen. Lenet blev nedlagt, da området i 1997 blev en del af Vestfinlands len.
Oprindeligt omfattede lenet de nuværende landskaber Satakunda (omkring Björneborg), Egentliga Finland (omkring Åbo), Birkaland og Åland. I 1918 blev Ålands len udskilt som et selvstændigt len. I 1973 og 1993 blev de nordøstlige dele af lenet (dvs. Birkaland) overført til Tavastehus len.
Åbo var lenets residensstad).
I 2010 kom Satakunda og Egentliga Finland administrativt under Sydvestfinlands regionsforvaltning.

## Eksterne links
- Artikel om Åbo og Björneborgs län i Nordisk familjebok, bind 33, spalte 927, 1922

60°27′06″N 22°16′12″Ø / 60.4517°N 22.27°Ø